# Rhinophis blythii
Espèce
Synonymes
- Mytilia templetonii Gray, 1858

Rhinophis blythii est une espèce de serpents de la famille des Uropeltidae. 

## Répartition
Cette espèce est endémique du Sri Lanka. Elle se rencontre dans les provinces d'Uva, du Centre, de Sabaragamuwa et du Sud.

## Description
Dans sa description l'auteur indique que les trois spécimens en sa possession mesurent en moyenne 41 cm. Ce serpent a le dos brun jaunâtre foncé avec des taches brun foncé. Sa face ventrale est plus claire.

## Étymologie
Cette espèce est nommée en l'honneur de Edward Blyth.

## Publication originale
- Kelaart, 1853 : Descriptions of new or little-known species of Reptiles collected in Ceylon. Annals and Magazine of Natural History, ser. 2, vol. 13, p. 25-31 (texte intégral).